# 엘류드니르
엘류드니르(고대 노르드어: Éljúðnir)는 노르드 신화에서 니플헤임에 있는 헬의 궁전이다. 스노리 스투를루손의 신 에다 중 귈피의 속임수에 언급된다. "엘류드니르"란 "눈보라가 뿌려진" 도는 "진눈깨비로 흠뻑 젖은"이라는 뜻이다. 헬의 거주지라는 것이 여기서 딱 한번 언급되고 다른 문헌에서는 나오지 않는다.

## 같이 보기
- 니플헤임
- 니플헬